# Relações entre Bangladesh e Canadá
As relações entre Bangladesh e Canadá são as relações bilaterais da República Popular de Bangladesh e do Canadá, estabelecidas em 1972. O Canadá é representado por seu Alto Comissariado em Daca e Bangladesh por seu Alto Comissariado em Ottawa. Eles são membros da Comunidade das Nações e das Nações Unidas . Bangladesh atualmente recebe mais ou menos US$ 100 milhões por ano em assistência oficial ao desenvolvimento do Canadá desde janeiro de 2014. Estima-se que cerca de 34 mil de pessoas de Bangladesh vivem no Canadá, principalmente em cidades como Toronto, Vancouver, Montreal, Calgary, Edmonton e Ottawa.

## História
As relações bilaterais entre Bangladesh e Canadá são tradicionalmente amistosas e têm crescido nos últimos anos. As relações políticas entre os dois países remontam à época do surgimento de Bangladesh como um país independente . O governo canadense, o povo e a mídia expressaram apoio e simpatia pela Guerra da Independência de Bangladesh em 1971. O Canadá foi um dos primeiros países a reconhecer Bangladesh imediatamente após a independência, a 14 de fevereiro de 1972. Bangladesh finalmente credenciou seu primeiro alto comissário para o Canadá em maio de 1972, e o Canadá retribuiu o favor em setembro de 1973. Desde então, as relações entre os dois países continuaram a se desenvolver. As relações políticas são, portanto, baseadas no apoio e na cooperação e construídas em laços comuns dentro da Commonwealth e vários órgãos das Nações Unidas.
Com base nos valores comuns de democracia, liberdade, direitos humanos e estado de direito, as relações bilaterais se concentram no comércio e investimento, segurança regional, cooperação para o desenvolvimento, imigração e contatos entre os povos. Como um importante parceiro de desenvolvimento de Bangladesh, desde sua independência em 1971, o Canadá inicialmente concentrou seus esforços na reconstrução e reabilitação, depois gradualmente se voltou para a governança e o desenvolvimento rural, especialmente na área de agricultura, gestão da água, educação primária e saúde . O Canadá sempre apreciou o forte compromisso de Bangladesh em promover a democracia e o empoderamento das mulheres. O governo canadense também está engajado no desenvolvimento socioeconômico de Bangladesh por meio de vários projetos da Agência Canadense de Desenvolvimento Internacional (CIDA).